# L'incredibile Dr. Pol
L'incredibile Dr. Pol (The Incredible Dr. Pol), nelle prime edizioni italiane intitolato Nella vecchia fattoria, è un reality show trasmesso su Nat Geo Wild dal 2011.

## Trama
Il dr. Jan Pol gestisce una clinica veterinaria a Weidman (Michigan) assieme a sua moglie Diane e suo figlio Charles. La serie segue il lavoro quotidiano del dr. Pol alle prese con i suoi clienti. Parte del lavoro con gli animali viene svolto anche dalla dottoressa Brenda Grettenberger e dalla dottoressa Nicole Arcy.

## Cast
Il dr. Jan-Harm Pol (Drenthe, 4 settembre 1942) è cresciuto nel nord-est agricolo dell'Olanda, in una cascina di famiglia. Ha studiato veterinaria all'Università di Utrecht, laureandosi e lavorando subito dopo aver terminato gli studi. Con sua moglie Diane si sono trasferiti ad Harbor Beach, Michigan, dove il dr. Pol ha lavorato come assistente per più di 10 anni. Poi si sono spostati a Weidman, Michigan, dove hanno aperto la loro clinica, la Pol Veterinary Services. Il dr. Pol è discromatopsico e non riesce a distinguere bene il verde e il marrone. La clinica ha più di 27.000 clienti.
Diane Pol (Mayville, Michigan, 1943) ha conosciuto suo marito Jan quando era alla Mayville High School da studente straniero nel 1961, durante il suo ultimo anno. Sono sposati da più di 50 anni. Tutti i figli dei Pol sono stati adottati, Kathy e Charles dalla nascita e Diane dall'età di 18 anni. Diane è laureata in Special Reading ed era una maestra alle Harbor Beach Elementary Schools.
Charles Pol è il figlio minore, nonché unico maschio. Ha lanciato lo show su National Geographic ed è diventato uno dei produttori. Nato e cresciuto in una fattoria del Michigan, Charles è l'assistente di fatica di suo padre. Ha cominciato ad aiutare in clinica all'età di 5 anni, ora è aiutante di suo papà durante le chiamate a domicilio e custode degli animali ricoverati alla Pol Veterinary Services. Sebbene Charles adori lavorare con gli animali, non ha mai manifestato la volontà di seguire le orme di suo padre. I suoi genitori l'hanno appoggiato nella scelta di cercare una carriera che desiderasse intraprendere. Nel 2003 si è laureato all'Università di Miami in Florida. Charles ha lavorato come stagista per Sydney Pollack.
La dott.ssa Brenda Grettenberger (Eaton Rapids, Michigan, 1967) si è laureata in medicina veterinaria alla Michigan State University nel 1992. Brenda ha cominciato subito a lavorare alla Pol Veterinary Services. Un tempo, la maggior parte degli animali di cui si occupava la clinica erano di grossa taglia (mucche, cavalli, ecc.), la specialità di Brenda; ma quando le cascine e le fattorie hanno iniziato a diminuire, la dottoressa ha cominciato ad occuparsi anche degli animali di piccola taglia (cani, gatti, ecc.). Come il dr. Pol, Brenda adora lavorare con entrambe le tipologie di animali e manifesta sempre il desiderio di lavorare alla Pol Veterinarian Services nel prossimo futuro.
La dott.ssa Emily Thomas (Warner Robins, Georgia, 1984) si è laureata in medicina veterinaria alla University of Georgia nel 2010, dopo aver completato uno stage in grandi animali, specializzandosi nella riproduzione equina. Poi ha lavorato in una piccola clinica privata a Newberry, South Carolina, prima di trasferirsi alla Pol Veterinary Services. Ha sposato il suo amore del liceo Tony nel 2007. Insieme hanno avuto tre figli.